# نورث ميامي (فلوريدا)
نورث ميامي (بالإنجليزية: North Miami)‏ هي مدينة أمريكية تقع في ولاية فلوريدا. تبلغ مساحة هذه المدينة 25.9 (كم²)،ويبلغ عدد سكانها 56185 نسمة حسب إحصاء سنة 2010 م 56185.تشير إحصاءات سنة 2000م بأن الكثافة السكانية في هذه المدينة تقدر بـ(2732.8) نسمة/كم2 